# Parotis laceritalis
Parotis laceritalis là một loài bướm đêm trong họ Crambidae.